# Гаррель
Гаррель (нім. Garrel) — сільська громада в Німеччині, розташована в землі Нижня Саксонія. Входить до складу району Клоппенбург.
Площа — 113,23 км2. Населення становить 15 428 ос. (станом на 31 грудня 2021).